# インナーゲーム
インナーゲーム（inner game）とは、勝負において、競技者の外側の世界で実際に行われるアウターゲーム（outer game）に対して、競技者の心中で行われるもうひとつの勝負のこと。テニスコーチのティモシー・ガルウェイが、レッスンを通して考案し、1974年に著作 "The Inner Game of Tennis" の中で発表した考え方。ガルウェイは、心の中のインナーゲームに勝つことが、アウターゲーム（実際の勝負）に勝つための近道であるとしている。
ガルウェイは、ヒューマンポテンシャル運動の中心地エサレン研究所のスポーツセンターにおり、自己啓発セミナーのエアハード式セミナートレーニング（エスト）の創始者ワーナー・エアハードのコーチをしていた。ガルウェイのインナーゲームは、人間性心理学、仏教、スポーツ心理学、無意識のプログラミングという考え方をまとめたものと評価されている。ガルウェイ自身は、単にテニスのレッスンの中で見つけたことに過ぎないとしている（「新インナーゲーム」）。
テニス競技において発案されたものだが、現在ではスキーやゴルフなど他の多くのスポーツの上達に、さらに音楽演奏や、ビジネスにおいても有効であるとされ、ガルウェイによる関連書籍が出版翻訳されている。また、コーチングへの影響も大きい。

## セルフ1とセルフ2
ガルウェイは、競技者の心中で行われるインナーゲームにおいて、二人の自分がいると考え、それぞれセルフ1、セルフ2と命名してその性質を調べた。実際の勝負（アウターゲーム）の最中に多くの人は、心の中で自分自身のプレイに対して悪態をついている。ガルウェイは、これを「セルフ1がセルフ2を非難している」ととらえた。フロー体験またはゾーン体験、ピークエクスペリエンスなどと呼ばれるような、高度な集中力が発揮されている場面では、このようなセルフ1によるセルフ2への非難は沈静化し、セルフ2のもつ潜在的な学習能力と創造力がのびのびと機能する、というのがインナーゲームの考え方である。

### セルフ1
インナーゲームにおいて、すなわち心の中で、自分（セルフ2）に対して悪態をついているのがセルフ1であるとする。セルフ1は、常にセルフ2の能力を信頼しておらず、命令を下す。そして結果に対して裁判をし、「判決」を下してセルフ2を非難をする。このようなセルフ1の働きは、セルフ2の働きを著しく妨害している。しかしセルフ1自体は何も実行することがない。セルフ1による妨害に気づいて、これを自ら非難したり、自ら阻止しようとしても、それもまた自らに対する非難であり、セルフ1に他ならないため、かえってセルフ1の勢力を増長させることになるため、きわめて厄介であるという。

### セルフ2
インナーゲームにおいて、すなわち心の中で、セルフ1によって非難されている側がセルフ2であるとする。セルフ2は無意識的あるいは潜在的な身体能力をすべて含んでおり、実際の運動機能を司っているとされる。セルフ1はつねに言語によってセルフ2に命令を下すが、実際にセルフ2が果たしている機能は常にもっと複雑であり、セルフ2はセルフ1による言語命令をうまく理解できないため、常にこの命令は不本意な結果に終わりがちであるという。その結果に対して、セルフ1はセルフ2をさらに非難し、次なるより厳しい命令を下す、という悪循環に陥るという。

## セルフ1によるセルフ2への妨害を阻止する
セルフ1による妨害を阻止して、セルフ2のもつ力を最大限に引き出すことがインナーゲームにおける勝利であるとされる。意識が過去や未来、あるいは他の場所について考えているときは、つねにセルフ1が優勢となる。また動作や行動の善し悪しをいちいち判断しようとすることもセルフ1を優勢にしてしまうという。すなわち、結果のフィードバックは、いかにも動作や行動の改善に有効に思えるが、過去への判決であり、インナーゲームの最中においては、セルフ1を助長するものに他ならない。悪い動作や行動について悪態をついたり、叱ったりすることだけでなく、良い動作や行動についてそれを褒めることも、セルフ1を助長するという点では同じ、ということに留意するべきであるとしている。
ガルウェイによれば、セルフ1による妨害を防ぐためには、意識を「現在、この場所で起こっている事態」に集中することが重要であるとされる。これは、善し悪しの判断をせずに、「変化する知覚要素」に注意を注ぐことでもある。したがってインナーゲームにおいて勝利を収めることは、集中力を高めるということでもあるとされる。
例えば、テニスにおいては、「飛んでくるボールの縫い目を見る」ことが効果があるという。飛んでくるボールの縫い目を見ることは非常に難しいために、今、現在のボールの状態に集中することが必要となるが、このときセルフ1は沈黙する。ガルウェイは、この状態ではセルフ2の能力が阻害されない上、ボールの動きを高い精度で知覚できるために、意識しないうちに自動的にスイングが改善されていくのを体験できる、と説く。
また別な例では、スイングの時に「自分のラケットがどこにあるかを感じる」ことも同じく有効であるとして紹介している。正しい位置にあるかどうかをチェックするのではなく、ボールを打つ時にどこにラケットがあるかを淡々と把握することがセルフ1の沈黙とセルフ2の活性化に役立つという。
またセルフ2は言語よりも感覚的なイメージに反応しやすいことを利用して、自分が望むような場面の視覚イメージを描くことがセルフ2への指示として有効であるとしている。

## ガルウェイの関連書籍
- 1976年「インナーゲーム」ティモシー・ガルウェイ著 日刊スポーツ出版社 ISBN 978-4817200143

（原題 The Inner Game of Tennis,  ISBN 9780394491547 1974年）
- 1978年「インナーテニス—こころで打つ」ティモシー・ガルウェイ著 日刊スポーツ出版社  ISBN 978-4817200211

(原題 Inner Tennis: Playing the Game, ISBN 978-0394400433 1976年)
- 1978年「インナースキー 自然上達への最短距離」ティモシー・ガルウェイ、ボブ・クリーゲル共著 日刊スポーツ出版社  ISBN 978-4817200228

（原題  Inner Skiing, ISBN  9780394420486 1977年）
- 1982年「インナーゴルフ」日刊スポーツ出版社  ISBN 978-4817200570

（原題 The Inner Game of Golf, ISBN 9780394505343 1981年）
- 2000年「新インナーゲーム—心で勝つ!集中の科学」ティモシー・ガルウェイ著 日刊スポーツ出版社  ISBN 978-4817202109

（原題 The Inner Game of Tennis: The Classic Guide to the Mental Side of Peak Performance, ISBN  9780679778318  1997年）
- 2002年「新インナーゴルフ」日刊スポーツ出版社  ISBN 978-4817202161

（原題 The Inner Game of Golf  ISBN 9780679457602 1998年）
- 2003年 「インナーワーク—あなたが、仕事が、そして会社が変わる。君は仕事をエンジョイできるか!」日刊スポーツ出版社   ISBN 978-4817202246

（原題 The Inner Game of Work: Focus, Learning, Pleasure, and Mobility in the Workplace, ISBN  9780375758171 2001年）
- 2005年「演奏家のための「こころのレッスン」—あなたの音楽力を100%引き出す方法」バリー・グリーン、ティモシー・ガルウェイ共著 音楽之友社 ISBN 978-4276214163

（原題 The Inner Game of Music, ISBN  9780385231268 1986年）
- 2010年「インナーゲーム オブ ストレス—内面の障害に打ち勝つ！」ティモシー・ガルウェイ、エド・ハンゼリック、ジョン・ホートン共著 日刊スポーツ出版社 ISBN 978-4817202796

（原題 The Inner Game of Stress: Outsmart Life's Challenges and Fulfill Your Potential, ISBN 9781400067916 2009年）